# 헤이즈 (음악 그룹)
헤이즈(HAZE)는 대한민국의 4인조 락 밴드다. 2007년 결성되어 2008년 데뷔했다.

## 멤버

### 이승준(Wind)
- 1985년 1월 31일생 (원년멤버)

### 송석민(Seok)
- 1984년 6월 4일생 (원년멤버)

### 신창민(Lovin)
- 1989년 7월 4일생
- 2009년 5월 영입
- 입대로 인해 2010년부터 2011년까지 활동 중단

### 신동주(TAZ)
- 1984년 9월 3일생 (원년멤버)

## 전 멤버

### 변종필(BJ8)
- 1987년생
- 2010년 9월 영입, 2011년 탈퇴
- 슈퍼스타K3 출연 당시 멤버

### 정재현(VIP)
- 1984년 8월 3일생
- 2008년 9월 영입, 2014년 탈퇴

### 현수용(Hoo2)
- 1984년생 (원년멤버)
- 2009년 5월 탈퇴 후 2011년 11월 재영입
- 이후 2014년 재탈퇴

## 방송
- 슈퍼스타K3 (2011) - Top11 (11위)

## 음반
- Fighter (2008)
- 슈퍼스타K 3 TOP11 Part 1 (2011)
- Ten OST Part 2 (2011)
- 슈퍼스타K 4 (2012)
- 주먹이 운다 OST (2014)
- Live Or Die (2014)

## 공연
- 헤이즈 콘서트 (2013)

## 수상
- 2009년 동두천 락 페스티벌 대상